# ホームブルーイング

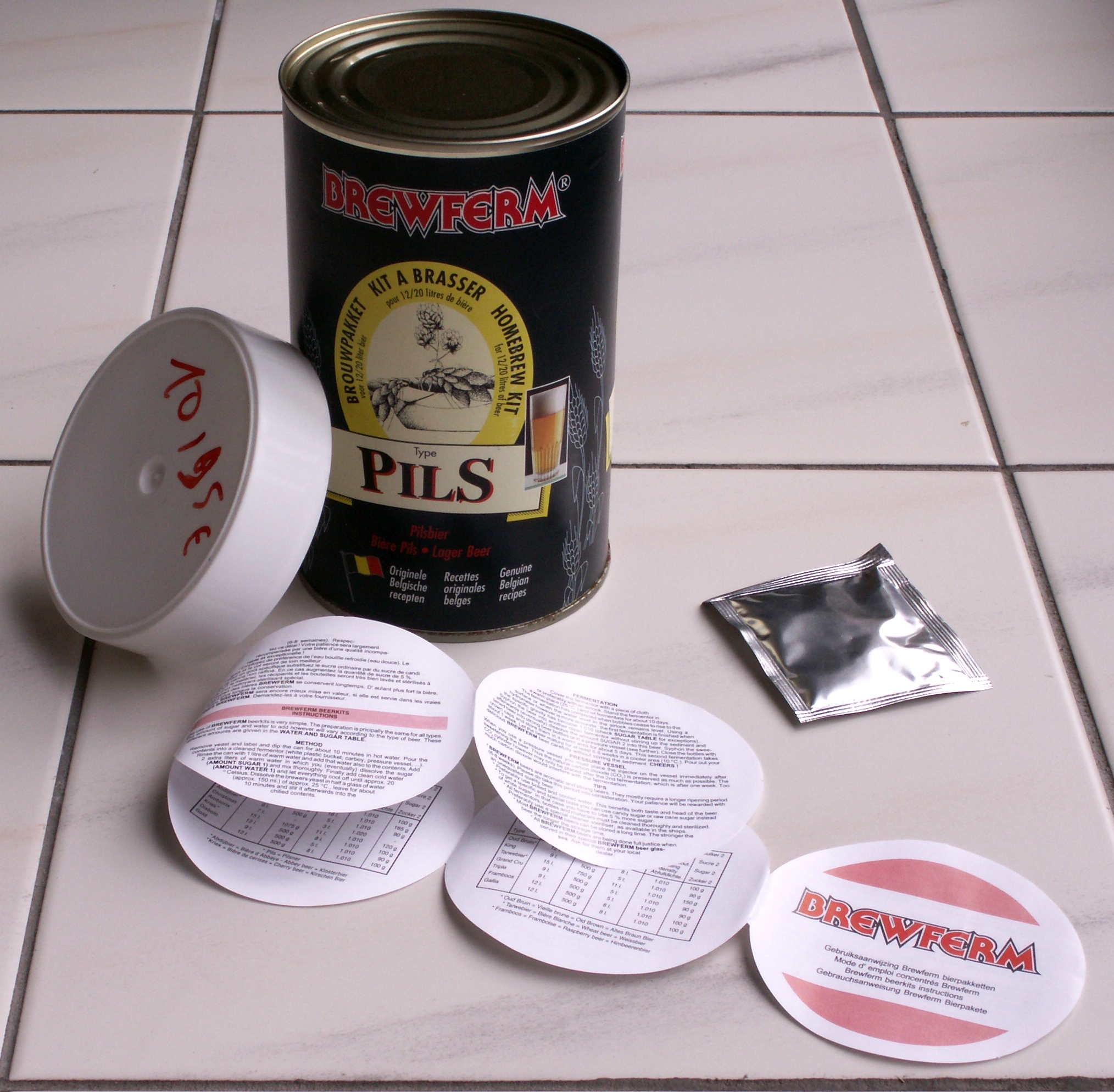
ホップを加えた麦芽（モルト）、酵母、説明書から成る、ホームブルーイング・キットの例。

ホームブルーイング (homebrewing) は、個人が小規模かつ非商業的目的でビールを醸造する行為。
ビールは、その発明のときから家庭内での醸造が行われており、商業的な生産が始まるより何千年も先んじていた。長年の間、自家醸造の法律上の合法性は各地それぞれ多様な規制の下に置かれてきた。
日本では自家醸造に対して先進国の中でも例外的に厳しい規制があり、ホームブルーイングは酒税法で禁止されている（アルコール分1度以上の飲料の自家醸造の禁止）。ビール醸造には国税局による製造免許が必要であり、年間製造見込数量60キロリットル以上など一般家庭ではクリアできないような要件を満たさないと免許は下りない。

## 歴史
ビールは、新石器時代のメソポタミア（現在のイラク）、エジプト、中国に始まるその7,000年の歴史の中で、常に家庭内で醸造されてきた。 最初に発達したのは粘度の高いビールで、同じ時期には蜂蜜酒、果実酒、ライスワインも同様に発達した。
醸造における女性の存在は、人類が居住していた全ての大陸におけるアルコール類の生産において広く見られる現象であったが、それは醸造の商業化、工業化が起こるまでのことであった。醸造の伝統は女性の領分から始まったが、これは醸造が採集の副産物であった、またしばしばパン焼きの一部と考えられたという事実に由来している。
古代ギリシアや古代ローマでは、ブドウを使うワインとともにビールも作られていたが、その量はワインほどではなかった。ローマの女性たちは、大規模な世帯においては醸造の指揮を執り、労働は奴隷に委ねられていた。
唐代には、中国でも家庭内での醸造が一般的な家事の一部になっていたが、下層階級の人々は、十分に濾過されていない糖化物を作っていた。
18世紀の産業革命は、温度計や液体比重計などの革新をもたらした。こうした道具が作業の効率を高めたことによって、歴史上初めてビールの大量生産が可能になった。1857年、フランスの微生物学者ルイ・パスツールは、ビールの発酵における酵母の働きを説明し、醸造家たちは望ましい特性（発酵の効率、より高いアルコール分を生む能力）をもった酵母の開発に取り組むようになった。
20世紀前半を通じて、イギリスではホームブルーイングに規制があり、課税されていた1880年国内歳入法 (Inland Revenue Act) は、ホームブルーイングに免許料を導入し、5シリングを課した。財務大臣レジナルド・モードリンは、1963年に、この醸造免許制度を撤廃した。オーストラリアがこれに続き、1972年にゴフ・ホイットラム首相が、それまで禁じられていた最も弱いビール以外の醸造を、首相就任後すぐに着手した法案のひとつによって撤廃させた。
1920年には、禁酒法によって、アメリカ合衆国全域で醸造所は閉鎖されるか、酒造維持の目的で麦芽（モルト）を製造する工場に転換することになった。アルコール分が0.5%を超えるビールのホームブルーイングは、議会が連邦法による規制や課税を撤廃する法案を可決した1978年まで違法なままであり、ジミー・カーター大統領はこの法案 (H.R. 1337) に署名し、法として成立させた。ホームブルーイングの完全な合法化から数ヶ月もしない間に、チャーリー・パパジアンがブルワーズ・アソシーエーション (Brewers Association, BA) とアメリカン・ホームブルワーズ・アソシーエーション (American Homebrewers Association, AHA) を結成した。1984年にはパパジアンが著書『The Complete Joy of Home Brewing』を発表し、その後に発表されたグレイアム・ウィーラー (Graham Wheeler) の『Home Brewing: The CAMRA Guide』などの類書とともに、版を重ねている。

## 自家醸造の文化
人々が自分のビールを自分で醸造する動機は様々である。多くは、商業的に生産された飲料品を買う方がコストが高くつくとして、これを避けて自ら醸造する。また、家庭内で醸造することは、自分の好みに合わせてレシピを調整し、市場には出回っていない飲料や、カロリーやアルコールを抑えた飲料を創り出す自由を与えてくれる。
一部の人々は、ホームブルーイングのクラブに参加したり、ホームブルーイングの競技会で競うこともある。ビール審判資格プログラム (BJCP) はホームブルーイング競技を監督し、審判資格を与え、判定基準を提供しているアメリカ合衆国の組織である。同様の機能をもつイギリスの組織には、ワイン・ビール審判全国ギルド (The National Guild of Wine and Beer Judges) や、ワイン・ビールメーカー（アマチュア）全国連盟 (the National Association of Wine and Beermakers (Amateur), NAWB) がある。